# Dajnamo (mađioničar)
Dajnamo (engl. Dynamo) (Stiven Frejn, 17. decembar 1982, Bredford, Engleska) je engleski mađioničar poznat je po dokumentarnoj seriji „Dajnamo čudesni mađioničar“.

## Biografija
Njegovo interesovanje za magiju se razvilo na podsticaj njegovog dede. Pravo ime Dajnama je Stiven Frejn, a nadimak Dajnamo je njegovo scensko ime. Dajnamo boluje od Kronove bolesti, zbog čega je bio izložen ozbiljnim hirurškim zahvatima. Dajnamo trenutno živi u Londonu.

## Spoljašnje veze
- Mađioničar koji je hodao po vodi! („RTS“ 9. jul 2012)